# Clynnog Fawr

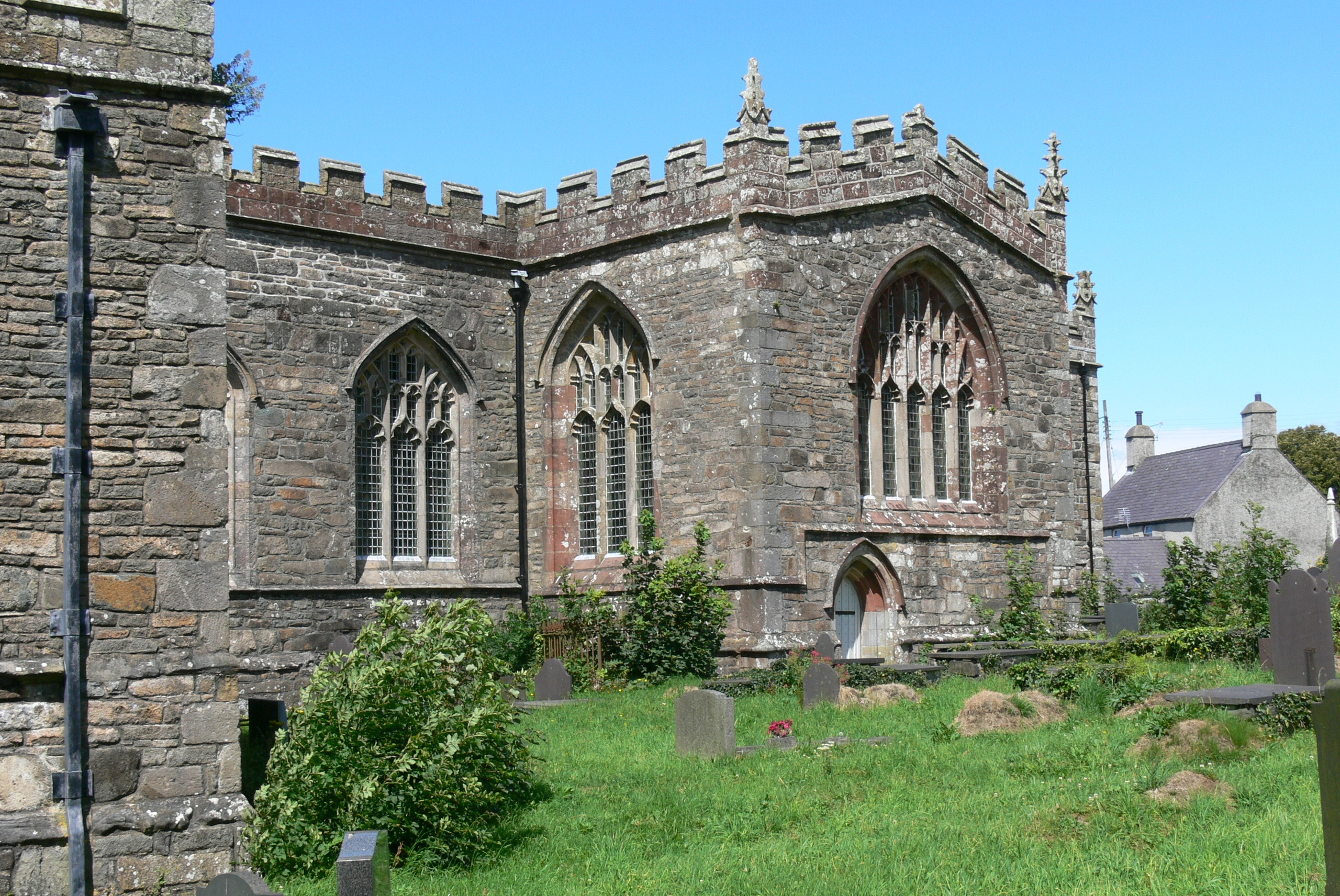
Clynnog Fawr: la chiesa di San Beuno

Clynnog Fawr, talvolta chiamato semplicemente Clynnog, è una comunità della costa nord-occidentale del Galles nord-occidentale, situata nella penisola di Llŷn e affacciata sulla baia di Caernarfon. Conta una popolazione di circa 1.000 abitanti.

## Geografia fisica
Clynnog Fawr si trova nella parte settentrionale della penisola di Llŷn, tra le località di Trefor e Penygroes (rispettivamente a nord della prima e sud/sud-ovest della seconda), a circa 15 km a sud/sud-ovest di Caernarfon.

## Storia
Nel 630 ca., San Beuno eresse in loco una sorta di croce.

## Monumenti e luoghi d'interesse

### Chiesa di San Beuno
Principale edificio d'interesse di Clynnog Fawr è la chiesa dedicata a san Beuno, risalente in gran parte al XV-XVI secolo.

## Società

### Evoluzione demografica
Al censimento del 2011, la parrocchia civile di Clynnog Fawr contava una popolazione pari a 997 abitanti, di cui 495 erano donne e 502 erano uomini.